# Nudobius lentus
Nudobius lentus — комаха з родини Жуки-хижаки.

## Морфологія
Імаго (завдовжки до 8 мм) — чорні жуки з коричнево-жовтими надкрилами й коричнево-червоними вусиками. Ноги жовтувато-червоні, голова вкрита дрібними цяточками. Надкрила з неправильними рядами крапок і волосків.
Личинки завдовжки до 11 мм, з гачкоподібними щелепами.

## Поширення
Європа.

## Екологія
У квітні жуки активно винищують підкорових шкідників. Самиці відкладають яйця під кору, часто в ходи короїдів. У другій половині травня під корою з'являються личинки, які спершу живляться виділеннями підв'яленої деревини, а згодом активно винищують личинок короїдів та інших стовбурних шкідників. Заляльковуються в першій половині липня. Фаза лялечки триває 16 днів. Зимують імаго.